# Sobre el pucho
Sobre el pucho es un tango con letra de José González Castillo y música de Sebastián Piana que fue estrenado en 1922 y grabado por Carlos Gardel al año siguiente. Fue interpretado por primera vez en el marco del concurso realizado por la empresa fabricante de los cigarrillos marca Tango por el cantor apodado “El Caruso negro” acompañado por la orquesta contratada por la organizadora del concurso. La palabra pucho, que significa colilla de cigarrillo, es una voz lunfarda que viene del vocablo puchu que en quechua significa residuo, y la expresión “sobre el pucho” indica una acción que se realiza de inmediato, sin demora.

## Los autores
José González Castillo (Rosario, 25 de enero de 1885 - Buenos Aires, 22 de octubre de 1937) fue un conocido dramaturgo, director de teatro, libretista de cine y letrista de tango argentino. Entre el centenar de obras de teatro que escribió se destacan El Parque, La mujer de Ulises Luiggi, La serenata, Los invertidos, La mala reputación, escrita en colaboración con José Mazzanti y Los dientes del perro con Alberto T. Weisbach. Escribió tangos muy difundidos luego, como Griseta (1924) y Organito de la tarde. Fundó la Universidad Popular de Boedo, la segunda universidad popular de Argentina, donde estudiaron miles de alumnos durante más de veinte años. En su homenaje se le dio su nombre a la esquina SE de San Juan y Boedo.

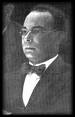
José González Castillo

Sebastián Piana ( Buenos Aires Argentina, 26 de noviembre de 1903 - ídem 17 de julio de 1994) fue un conocido músico, compositor, director de orquesta y pianista argentino, dedicado a la música de tango. Escribió la música, entre muchas otras obras, de las milongas Milonga del 900, Milonga sentimental, Milonga triste; de los tangos Viejo ciego, El pescante, con letras de Homero Manzi, y de las milonga-candombes Aleluya -de 1940, con letra de Cátulo Castillo- y  Pena mulata, (con letra de Homero Manzi.

## Historia
Cuando corría 1922 la fábrica de los cigarrillos Tango, crearon y organizaron el primer concurso de tangos con letra. Sebastián Piana había compuesto la música de un tango que tituló Sabor popular y a sugerencia de un familiar lo llevó a José González Castillo proponiéndole que hiciera una letra para presentarlo al concurso.  Piana, por entonces de 19 años, era muy amigo de su hijo Cátulo Castillo, tres años menor y, a su vez, también eran amigos los respectivos padres de los jóvenes. González Castillo le cambió el título a Sobre el pucho –más acorde con el rubro de la organizadora del certamen-  y le pidió que agregara una segunda parte, tal como se estilaba en ese momento. Finalmente González Castillo escribió la letra y el tango obtuvo entre 136 obras presentadas al concurso el segundo premio que era de quinientos pesos que el dramaturgo dejó íntegros para el joven músico. El ganador fue un tango con música de Juan de Dios Filiberto y Luis Teisseire y letra de Gabino Coria Peñaloza titulado El ramito, que pronto fue olvidado.

## Barrios mencionados en el tango
En el tango se citan dos barrios de Buenos Aires: Pompeya y Corrales. El primero, cuyo nombre completo es Nueva Pompeya, debe su nombre a la Basílica y Santuario Nuestra Señora del Rosario de Pompeya, levantada en 1900 por religiosos capuchinos. Hasta entonces, se lo conocía como barrio de las Ranas o del Bañado. Esto se debe a que está ubicado en tierras anegadizas, junto al Riachuelo, curso de agua que señala el límite sur de la ciudad. Tenía muy escasa población, con fama de pendenciera y peligrosa. La mayor parte, trabajaba en el matadero de ganado ubicado en lo que es actualmente el vecino barrio de Parque Patricios. En la zona había numerosas pulperías, frecuentadas por cuchilleros, arrieros y guitarristas. Durante el proceso de sustitución de importaciones, se radicaron en la zona grandes empresas como Alba (pinturas y barnices) y Centenera (envases), además de numerosas industrias medianas y talleres. Así se transformó Nueva Pompeya en un barrio industrial. Los trabajadores de estos establecimientos construyeron sus viviendas cerca de sus lugares de trabajo.
Corrales era el nombre del barrio posteriormente denominado Parque Patricios porque en ese lugar funcionaron entre 1867 y fines del siglo XIX los corrales y mataderos del Sud.

## Grabaciones
Carlos Gardel, lo grabó para el sello Odeon con la guitarras de José Ricardo y Guillermo Barbieri en 1923. El 3 de junio de 1931 lo registró Carlos Di Sarli con la voz de Ernesto Famá para RCA Victor, Juan D’Arienzo lo hizo en 1931  en el mismo sello con la voz de Héctor Mauré, Horacio Salgán lo llevó al disco en enero de 1970 para el sello Philips con la voz de Edmundo Rivero, el mismo año lo grabó Roberto Goyeneche para RCA Victor y en 1978 lo registró Rubén Juárez acompañado por la orquesta de Raúl Garello.
También lo grabaron Floreal Ruiz con la orquesta de Francisco Rotundo el 10 de septiembre de 1951, Tita Merello con la orquesta de Carlos Figari el 2 de diciembre de 1964, Adriana Varela en 2006  y Aníbal Troilo en versiones instrumentales en 1953 y el 11 de septiembre de 1968.